# Termoelement

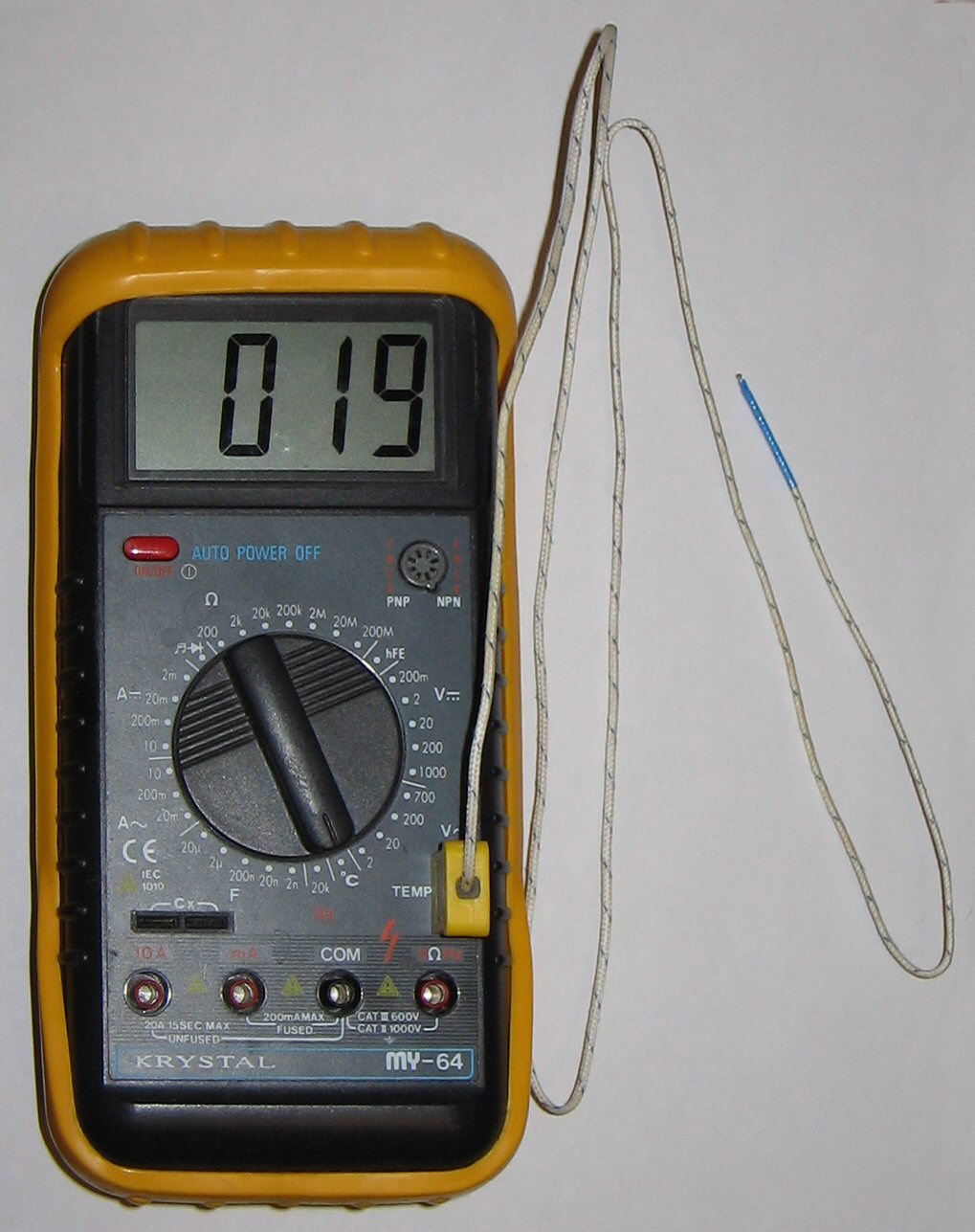
Ett termoelement anslutet till en multimeter som visar rumstemperatur i °C.

Termoelement är en typ av temperaturgivare bestående av två från varandra isolerade metalltrådar av olika material. I ena änden, mätpunkten (ofta benämnt "varma lödstället"), är de två trådarna sammanfogade så att de har elektrisk kontakt med varandra. I andra änden är de anslutna till ett mätinstrument för elektrisk spänning.
Då en metalltråd passerar genom en temperaturskillnad uppstår en termoelektrisk spänning (Seebeck-spänning) över den, dess varma och kalla ände kommer då att få olika elektrisk potential beroende på temperaturskillnaden men delvis också på de absoluta temperaturerna i de båda ändarna. Olika material ger olika spänningar. Genom att välja två trådar av olika material och sammanfoga dem i mätpunkten (de får alltså samma potential där) uppstår alltså en potentialskillnad mellan de båda ändarna, vilken är mätbar med mätinstrumentet. Om temperaturen i mätinstrumentet (ofta benämnt "kalla lödstället") är känd och sambandet mellan temperaturskillnad och spänning för de båda materialen är känt, kan man med hjälp av en formel räkna ut temperaturen i mätpunkten, en uppgift som numera sköts av mätinstrumentet.
Spänningen från ett termoelement är liten (typiskt några tiotal mikrovolt per grad temperaturskillnad), därför krävs att mätinstrumentet är känsligt.
Ibland hör man den felaktiga benämningen termokopplare vilket är en anglicism som kommer från den engelska benämningen thermocouple. (couple betyder här par)
Termoelement tillverkas i ett antal standardmaterial. I många fall är materialegenskaperna så bra att man kan anta ett enkelt linjärt samband mellan spänning och temperatur. Detta samband brukar kallas Seebeck-koefficienten.
Den vanligast förekommande typen av termoelement är trådtermoelement av typen K. De består av två ledare: Chromel (en nickel-krom legering) och Alumel (en nickel-aluminium legering). Kring rumstemperatur är elektromotorisk spänning för kombinationen chromel/alumel ungefär 41 µV/°C.
Spänningen uppstår inte i mätpunkten, utan beror på temperaturskillnaden mellan de båda ledarnas ändar. Man kan därför inte skarva ihop ett termoelement med en kabel av annat material utan att orsaka mätfel ifall det också finns en temperaturskillnad längs den påskarvade kabeln.

## Typer
De vanligast förekommande typerna har förutom en bokstavsbeteckning även en färgkodning. Materialen anges normalt med den högsta potentialen först, med legering i viktprocent.
| Typ          | Material                                        | Mätområde (°C) | Mätområde (°C) | Mätområde (°C)  | Mätområde (°C)  | Mättoleranser (°C)                                                         | Mättoleranser (°C)                                                         | Färgkod        | Färgkod        | Färgkod       |
| Typ          | Material                                        | Fortlöpande    | Fortlöpande    | Tillfällig topp | Tillfällig topp | Ett                                                                        | Två                                                                        | IEC            | BS             | ANSI          |
| Typ          | Material                                        | Min.           | Max.           | Min.            | Max             | Ett                                                                        | Två                                                                        | IEC            | BS             | ANSI          |
| ------------ | ----------------------------------------------- | -------------- | -------------- | --------------- | --------------- | -------------------------------------------------------------------------- | -------------------------------------------------------------------------- | -------------- | -------------- | ------------- |
| K            | Chromel Alumel                                  | 0              | +1100          | −180            | +1370           | −40 – 375: ±1.5 375 – 1000: ±0.004×T                                       | −40 – 333: ±2.5 333 – 1200: ±0.0075×T                                      |                |                |               |
| J            | Järn Konstantan                                 | 0              | +750           | −180            | +800            | −40 – 375: ±1.5 375 – 750: ±0.004×T                                        | −40 – 333: ±2.5 333 – 750: ±0.0075×T                                       |                |                |               |
| N            | Nicrosil Nisil                                  | 0              | +1100          | −270            | +1300           | −40 – 375: ±1.5 375 – 1000: ±0.004×T                                       | −40 – 333: ±2.5 333 – 1200: ±0.0075×T                                      |                |                |               |
| R            | Platina 87% / Rodium 13% Platina                | 0              | +1600          | −50             | +1700           | 0 – 1100: ±1.0 1100 – 1600: ±0.003×(T − 767)                               | 0 – 600: ±1.5 600 – 1600: ±0.0025×T                                        |                |                | Ej definierad |
| S            | Platina 90% / Rodium 10% Platina                | 0              | +1600          | −50             | +1750           | 0 – 1100: ±1.0 1100 – 1600: ±0.003×(T − 767)                               | 0 – 600: ±1.5 600 – 1600: ±0.0025×T                                        |                |                | Ej definierad |
| B            | Platina 70% / Rodium 30% Platina 94% / Rodium6% | +200           | +1700          | 0               | +1820           | Not available                                                              | 600 – 1700: ±0.0025×T                                                      | Ingen standard | Ingen standard | Ej definierad |
| T            | Koppar Konstantan                               | −185           | +300           | −250            | +400            | −40 – 125: ±0.5 125 – 350: ±0.004×T                                        | −40 – 133: ±1.0 133 – 350: ±0.0075×T                                       |                |                |               |
| E            | Chromel Konstantan                              | 0              | +800           | −40             | +900            | −40 – 375: ±1.5 375 – 800: ±0.004×T                                        | −40 – 333: ±2.5 333 – 900: ±0.0075×T                                       |                |                |               |
| Chromel/AuFe | Chromel Guldferrit                              | −272           | +300           | i.u.            | i.u.            | Upprepningsbarhet 0.2% av spänningen. Separat kalibrering av varje givare. | Upprepningsbarhet 0.2% av spänningen. Separat kalibrering av varje givare. |                |                |               |